# Kamienice urzędnicze przy ul. Śniadeckich w Poznaniu
Kamienice urzędnicze przy ul. Śniadeckich – zespół kamienic zlokalizowanych w Poznaniu przy ul. Śniadeckich 3/19 (dawniej Herdera) na Grunwaldzie (Osiedle Św. Łazarz).
Zespół 5-kondygnacyjnych budynków powstał w 1914 dla urzędników średniego szczebla, a inwestorem była Spółdzielnia Mieszkaniowa Urzędników Niemieckich (Deutscher Beamter-Wohnungs-Bau-Verein), która realizowała w zasadzie wyłącznie mieszkania dla Niemców. Była to jedna z prób podniesienia jakości zamieszkania poprzez polepszenie doświetlenia izb mieszkalnych i uatrakcyjnienia pierzei ulicy, dzięki rozbiciu brył budynków. Wykorzystano znakomicie łuk ulicy i jej przebieg lekko pod górkę. Wprowadzono zewnętrzne dziedzińce. Linia zabudowy stała się dzięki temu bardzo ekspresyjna i znacząco odbiegała od standardowych, monotonnych rozwiązań dla kamienic czynszowych tego okresu. Autorem projektu był Joseph Leimbach lub Max Biele.